# Nagayasu Honda
Nagayasu Honda (本田 長康, Honda Nagayasu) was een Japans voetballer die als middenvelder speelde.

## Clubcarrière
Honda speelde voor Waseda WMW. Honda veroverde er in 1928 de Beker van de keizer.

## Japans voetbalelftal
Nagayasu Honda maakte op 27 augustus 1927 zijn debuut in het Japans voetbalelftal tijdens een Spelen van het Verre Oosten tegen China. Nagayasu Honda debuteerde in 1927 in het Japans nationaal elftal en speelde 4 interlands.

## Statistieken
| Japans voetbalelftal | Japans voetbalelftal | Japans voetbalelftal |
| Jaar                 | Wed.                 | Dlp.                 |
| -------------------- | -------------------- | -------------------- |
| 1927                 | 2                    | 0                    |
| 1928                 | 0                    | 0                    |
| 1929                 | 0                    | 0                    |
| 1930                 | 2                    | 0                    |
| Totaal               | 4                    | 0                    |